# Dicranoloma cylindropyxis
Dicranoloma cylindropyxis är en bladmossart som beskrevs av C. Müller och Hugh Neville Dixon 1913. Dicranoloma cylindropyxis ingår i släktet Dicranoloma och familjen Dicranaceae. Inga underarter finns listade i Catalogue of Life.